# 김류선생영정
김류선생영정은 대한민국 경기도 안산시 상록구에 있다. 1991년 11월 8일 안산시의 향토유적 제7호로 지정되었다.

## 개요
조선중기의 공신으로 자는 관옥(冠玉)이며 호는 북저(北渚)이고 시호는 문충(文忠), 여물(汝 )의 아들임. 그의 초상은 정사공신(靖社功臣)에 책록될 당시 그려진 것을 모본으로 하여 영의정에 올랐을 때 모사한 화첩본으로 보이고, 당시의 공신도상(功信圖像)의 특징을 잘 나타내 보이고 있다.